# Жінки в історії Церкви

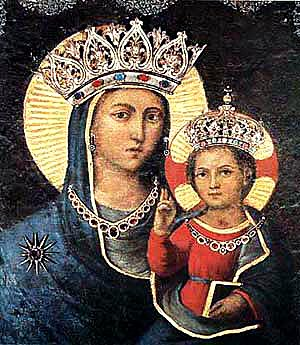
Коронована Мадонна Делла Страда в Церкві святого імені Ісуса в Римі

Жінки в історії Церкви відігравали різноманітні ролі в житті християнства, зокрема як споглядальниці, медичні працівниці, освітянки та місіонерки. До недавнього часу жінки, як правило, були виключені з єпископських і духовних посад у певних християнських церквах; однак велика кількість жінок мали вплив у житті церкви, від сучасниць Ісуса до наступних святих, богословок, вчительк церкви, місіонерок, абатис, черниць, містикинь, засновниць релігійних інститутів, військових лідерок, монаршок і мучениць.
Християнство виникло з оточуючих патріархальних суспільств, в якому чоловіки займали керівні посади в шлюбі, суспільстві та уряді, і, хоча ця релігія обмежувала членство у священстві лише чоловіками, у перші століття свого існування вона запропонувала жінкам підвищений соціальний статус і швидко знайшла широке визнання серед жінок. За винятком східнохристиянських церков, у більшості конфесій жінки становлять більшість вірних церков з початку християнської ери й до теперішнього часу. Пізніше, як черниці, жінки почали відігравати важливу роль у християнстві через монастирі та абатства і продовжують брати активну участь в історії, зокрема, у створенні шкіл, лікарень, будинків для людей похилого віку та монастирських поселень. Жінки становлять переважну більшість членів богопосвяченого життя в Католицькій Церкві, найбільшій з християнських Церков. В останні десятиліття в деяких протестантських церквах все більш поширеним є висвячення жінок. Мирянки також були дуже активними в ширшому житті церков, підтримуючи громадську роботу парафій.
У католицизмі, східному православ'ї та лютеранстві особливе місце шанування було відведено Марії, Матері Ісуса, яка зберегла модель материнської чесноти, яка є центральною для їхнього бачення християнства. Проте культ Марії, як правило, не є характерною рисою реформованого християнства.

### Новий Завіт

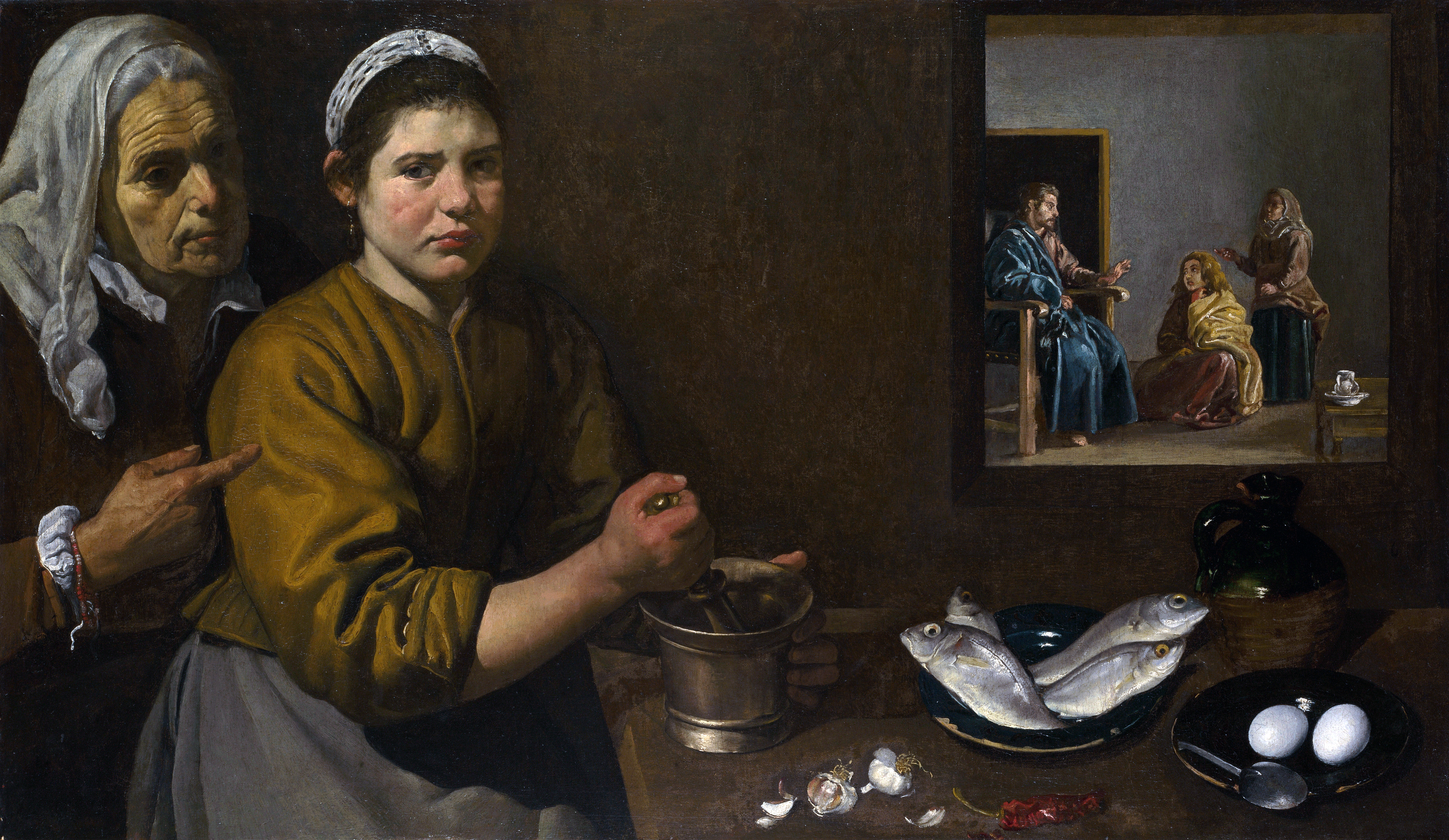
Христос у домі Марти і Марії, Дієго Веласкес, 1618. Цей євангельський епізод говорить про те, що Ісус порушив умовності свого часу і давав релігійні настанови жінкам.

У Новому Заповіті Біблії згадується низка жінок з найближчого оточення Ісуса (зокрема, його мати Марія, якій Католицька Церква і Східне Православ'я відводять особливе почесне місце, і свята Марія Магдалина, яка виявила порожній гріб Христа), хоча Католицька Церква вчить, що Христос призначив тільки апостолів-чоловіків (від грецького apostello «послати»).

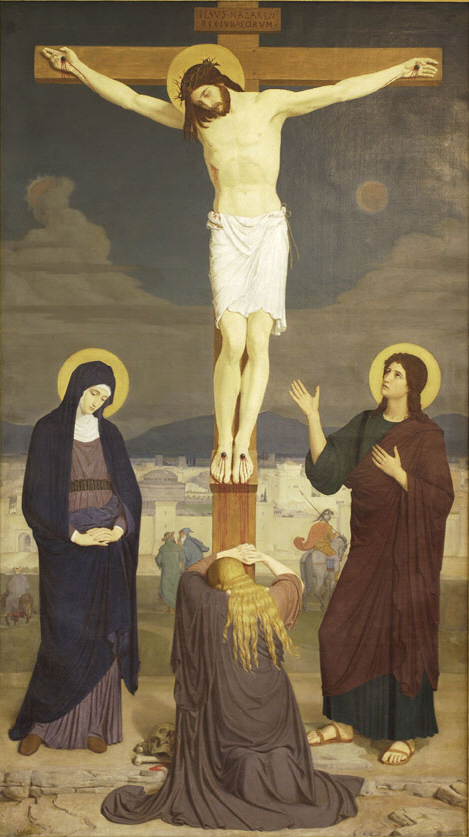
Марія Магдалина на колінах у сцені Stabat Mater, художник Ґабріель Вуґер, 1868 рік

Серед найвідоміших розповідей про Ісуса, які безпосередньо стосуються питання моралі та жінок, є історія про Ісуса та жінку, пійману на перелюбі, з віршів 7:53-8:11 в Євангелії від Івана. Уривок описує протистояння між Ісусом, книжниками та фарисеями щодо того, чи варто побивати камінням жінку, спійману на перелюбі. Ісус присоромив натовп, щоб він розбігся, і відвернув страту відомими словами: «Хто з вас без гріха, нехай перший кине в неї камінь». За уривком, «ті, що почули це, докорені власною совістю, вийшли один за одним, починаючи від старших і аж до останніх», залишивши Ісуса, щоб він повернувся до жінки і сказав: «Іди і більше не гріши».
Інша історія, яка міститься в Євангеліях і стосується ставлення Ісуса до жінок, це історія про Ісуса в домі Марти та Марії. У цій історії Марія сидить біля ніг Ісуса, коли Він проповідує, а Марта порається на кухні, готуючи їжу. Коли Марта скаржиться Марії, що вона повинна допомагати на кухні, Ісус каже, що навпаки, «Марія вибрала те, що краще» ([[|]] Luke10:38-42; Нова міжнародна версія).
Від самого початку ранньохристиянської церкви жінки були важливими членами руху, хоча значна частина інформації в Новому Завіті про працю жінок була проігнорована. Оскільки джерела інформації, що походять від новозавітної церкви, були написані та витлумачені людьми, багато хто припустив, що це була «чоловіча церква». Нещодавно вчені почали шукати в мозаїках, фресках і написах того періоду інформацію про роль жінок у ранній церкві.
Історик Джеффрі Блейні писав, що жінки були більш впливовими під час короткого служіння Ісуса, ніж протягом наступної тисячі років християнства. Блейні вказує на кілька євангельських розповідей про те, як Ісус передає важливі вчення жінкам: його зустріч із самарянкою біля колодязя, його помазання Марією з Віфанії, його публічне захоплення бідною вдовою, яка пожертвувала кілька мідних монет для храму в Єрусалимі, його крок на допомогу жінці, звинуваченій у подружній зраді, і присутність Марії Магдалини поруч із ним, коли його розіп'яли. Блейні робить висновок, що «оскільки становище жінок у Палестині не було високим, доброта Ісуса до них не завжди схвалювалася тими, хто суворо дотримувався традиції».
Під час розп'яття Ісуса були жінки-учениці (Матвія 27:55). Першими свідками воскресіння були жінки, головною серед яких знову була Марія Магдалина. Вона була не тільки «свідкою», але й названа «посланицею» воскреслого Христа.

### Зібрання в домівках віруючих
З плином часу групи християн організовувалися в домівках віруючих. Ті, хто міг запропонувати свій дім для зустрічей, вважалися важливими в русі та взяли на себе керівні ролі. Євангелія Нового Заповіту визнають, що жінки були одними з перших послідовниць Ісуса. Єврейські жінки-учениці, включно з Марією Магдалиною, святою Іоанною та Сусанною, супроводжували Ісуса під час його служіння та підтримували його своїми особистими засобами. Хоча деталі цих євангельських історій можуть бути піддані сумніву, загалом вони відображають визначну історичну роль жінок у служінні Ісуса як учнів.

### Раннє поширення християнства

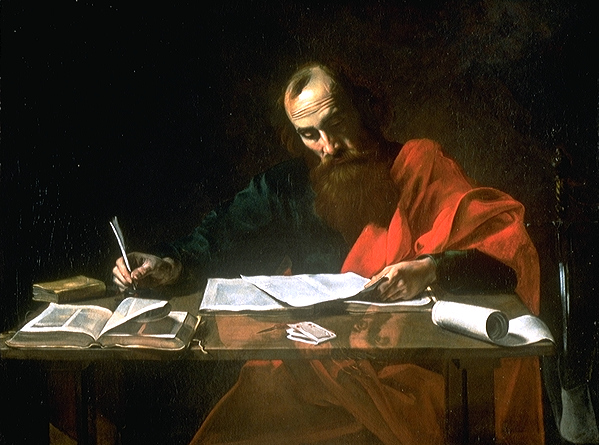
Павло пише свої послання (зображення XVI століття). Існує багато дискусій щодо ставлення святого Павла до жінок у церкві, однак його ранній лист до галатів кинув виклик пануючій культурі та пропонував бачення гендерної рівності: «нема ні чоловічої статі, ні жіночої, бо всі ви одне в Ісусі Христі».

Історик Джеффрі Блейні пише, що жінки, ймовірно, становили більшість у ранніх християнських спільнотах. Таке велике жіноче членство, ймовірно, частково походить від неформальної та гнучкої організації ранньої церкви, яка пропонувала жінкам важливі ролі. Іншим фактором є відсутність поділу на духовенство і мирян. Лідерство розподілялося між чоловіками та жінками відповідно до їхніх «дарів» і талантів. «Але ще важливіше, ніж церковна організація, було те, як євангельська традиція і самі Євангелія, разом з писаннями Павла, можуть бути інтерпретовані як такі, що виводять жінок за межі мовчання і підпорядкування». Жінок також, можливо, відштовхнули від юдаїзму до християнства через табу та ритуали, пов'язані з менструальним циклом, а також перевагу суспільства для дітей чоловічої статі над жіночою.

У своїй «Короткій історії християнства» Джефрі Блейні писав, що перші християни «прихильно ставилися до жінок»:
Якщо ні єврейська, ні римська родина не зігріли б серця сучасної феміністки, ранні християни прихильно ставилися до жінок. Сам Павло у своїх ранніх творах наполягав на рівності між чоловіками та жінками. Його лист до галатів був рішучим, кидаючи виклик панівній культурі, і його слова, мабуть, були вражаючими для жінок, які вперше стикалися з християнськими ідеями: «Немає ні чоловічої статі, ні жіночої; бо всі ви одне в Ісусі Христі». Жінки порівну брали участь у тому, що називається Вечеря Господня або Євхаристія, високе підтвердження рівності.
Далі Блейні зазначає, що «дискусія про ставлення Павла до жінок триватиме й триватиме», оскільки в пізніших листах, приписуваних Павлу, написано «нехай ваші жінки мовчать у церквах», хоча в іншому місці Павло встановлює правила для жінок для молитви та пророкування під час богослужінь.
У ранніх християнських текстах згадуються різні жінки-активістки ранньої церкви. Однією з таких жінок була свята Прісцилла, єврейська місіонерка з Риму, яка, можливо, допомогла заснувати християнську громаду в Коринті. Вона подорожувала як місіонер разом зі своїм чоловіком і святим Павлом і навчала єврейського інтелектуала Аполлоса. Інші включають чотирьох доньок євангеліста Пилипа з Кесарії, Палестина, які, як кажуть, були пророками і приймали святого Павла у своєму домі. Однак деякі люди, включно з автором Дії, не вважали жінок справжніми місіонерками чи власними лідерками, навіть якщо вони робили добрі вчинки в громаді. Вдови, наприклад, визнавалися групою в суспільстві, але не допускалися до духовного сану. Хоча в ранньому християнстві жінки відігравали певні ролі, коли християнство офіційно оформилося таїнствами та ієрархізацією або церковними посадами, попередні публічні ролі жінок були обмежені та регламентовані.

### Спірно рівне партнерство між чоловіком і жінкою
У ранній церкві чоловіки і жінки у шлюбі були рівноправними партнерами. У Біблії є багато цитат, які досліджують цю рівність. Однією з автентичних християнських традицій є «Дружини, коріться своїм чоловікам, як Господу», тоді як «Чоловіки, любіть своїх дружин, як і Христос полюбив Церкву і віддав Себе за неї». Кохати та докладати зусиль у шлюбі мають не тільки жінки, а й чоловіки. Ця рівність створює основу для підтримки шлюбу. Інша цитата з Біблії говорить про те, що «ми всі єдині в Ісусі Христі». У часи раннього християнства це була нова концепція, яку практикували і проповідували. Єдність людства між чоловіком і жінкою була визначальною рисою цієї нової релігії. Як зазначалося раніше, жінкам надали рівність, додавши їм титул диякона (диякониси). Ця традиція тривала до XV століття і досі зберігається в деяких жіночих монастирях серед східних церков і в протестантських церквах. У християнській ортодоксії функції обох статей є справжніми (мають рівні ролі) і розглядаються як взаємне спілкування. За словами Ісуса Христа, і чоловіки, і жінки повинні дарувати любов і жертовність. Православний текст стверджує, що православна жінка не повинна відчувати себе нижчою за чоловіка тільки тому, що вона не може стояти перед святим вівтарем, бо все в церкві є результатом співпраці. Рівність між статями в християнській церкві дає жінкам більше влади і не обмежує їхній потенціал. Хоча деякі посади були заборонені для жінок, вони все одно мали змогу брати участь у житті церкви. Рівноправне партнерство між чоловіками і жінками спостерігається не лише в релігійному аспекті християнства, але й у соціальному та домашньому житті.

## Святоотцівський вік

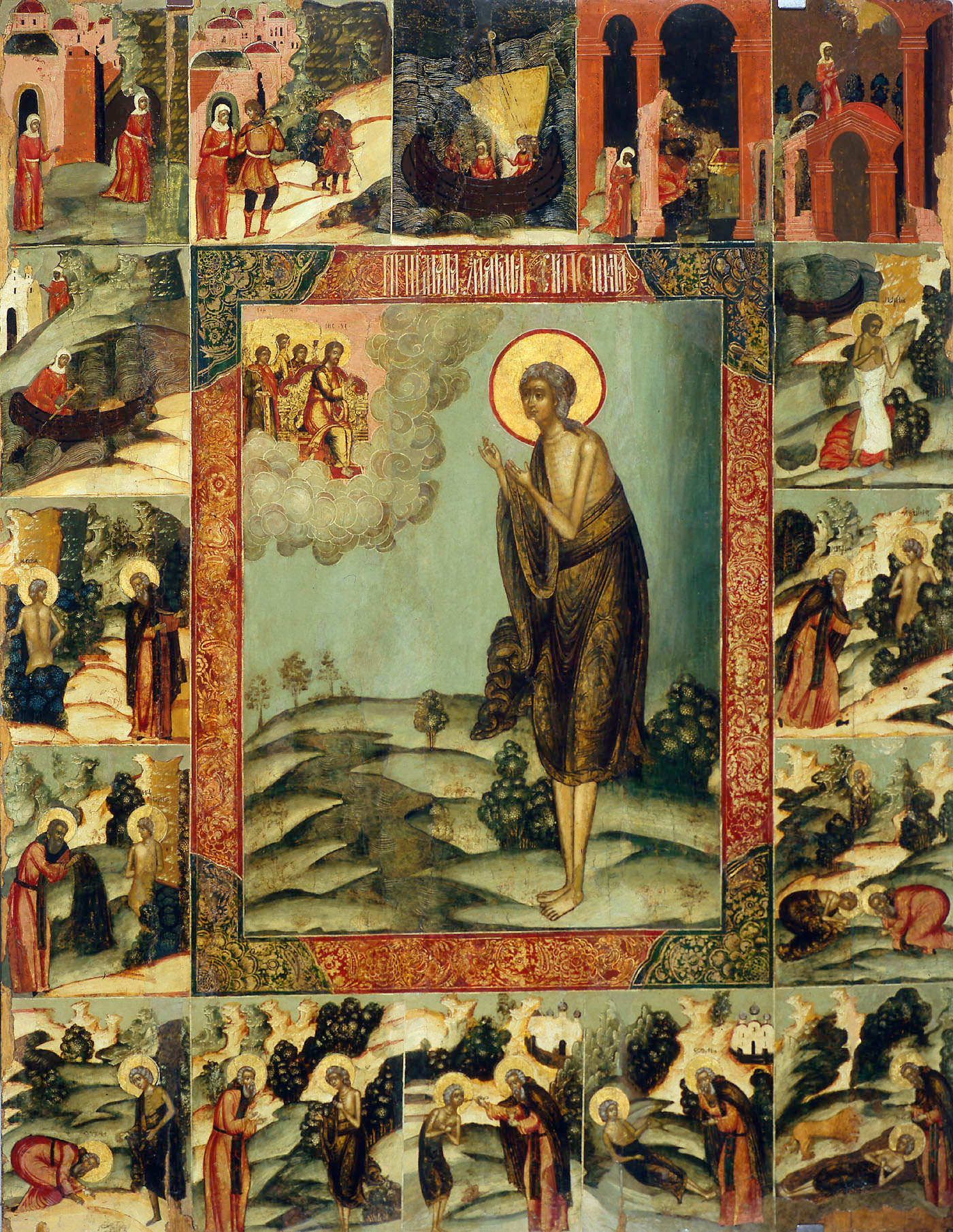
Ікона святої пустельниці V ст. Марії Єгипетської в оточенні сцен з її життя (XVII ст., Москва)

Протягом перших століть християнства є докази великої активності жінок у житті зборів. Жінки служили дияконесами, а заможні пані, такі як Лідія Філіппійська, виконували функції фінансисток. Ймовірно, жінки становили більшість християн. Блейні зазначає, що приблизно до 300 року нашої ери жінки стали настільки впливовими на церковні справи, що язичницький філософ Порфирій «скаржився, що християнство постраждало через них». Тим не менш, наприкінці епохи святоотців чоловіча ієрархія встановилася над церковними справами, а священики та єпископи керували конгрегаціями.

### Жінка з таким же інтелектом
Для юриста та апологета Мінуція Фелікса жінки народжуються з такими ж здібностями, як і чоловіки, серед іншого:
Оскільки мій брат використовував такі вирази, як те, що він «роздратований» і «обурений», що неписьменні, бідні та невмілі люди сперечаються про небесне, нехай він знає, що всі люди народжуються однаково, зі здатністю міркувати та відчувати., без упередженості до віку, статі чи гідності…

### Служіння обмежене для чоловіків
Починаючи з ранньої патристики, посади вчителів і служителів таїнств були зарезервовані для чоловіків у більшості церков на Сході та Заході.

### Отці Церкви про роль жінки
Оріген (185—254 рр. н. е.) заявив, що,
Навіть якщо жінці дозволено показати знак пророцтва, їй все одно не дозволено виступати на зібранні. Коли пророчиця Міріам говорила, вона керувала хором жінок… Бо [як проголошує Павло] «Я не дозволяю жінці навчати», і навіть менше «вказувати чоловікові, що робити».
Історик Філіп Шафф описує ранніх отців церкви 3-го і 4-го століть як вчення щодо 1 Кор. 14: 34,35,
Тертуліан, латинський отець у другому столітті, писав, що «жінці не дозволяється говорити в церкві. Вона не може навчати, хрестити, жертвувати або вимагати для себе будь-якої функції, властивої чоловікові, найменше священницького служіння» («Про покрови дів»).

### Жінки святі

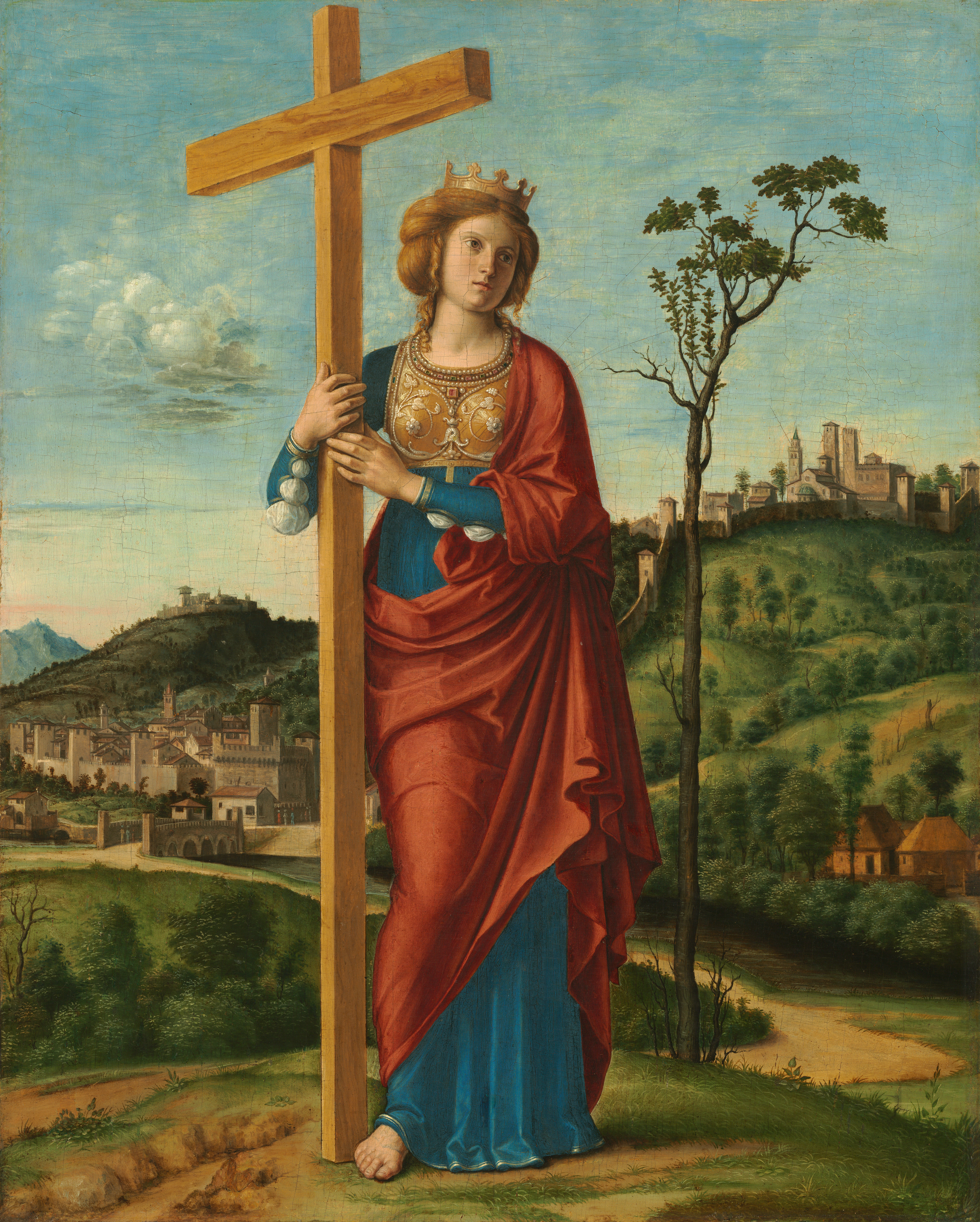
Свята Єлена, мати імператора Костянтина

Жінки, вшановані як святі з цих перших століть, включають кількох мучениць, які постраждали під час переслідувань християн у Римській імперії, таких як Агнеса Римська, свята Цецилія, Агата Сицилійська та Бландіна. У пізній античності Свята Олена була християнкою, дружиною імператора Констанція та матір'ю імператора Костянтина I. Таким чином, її роль в історії має велике значення, оскільки її син Костянтин за допомогою Міланського едикту узаконив толерантність різноманітних релігійних обрядів, у тому числі християнства, у всій Римській імперії, і сам став наверненим, поклавши край століттям жорстокого поводження з християнами. Подібним чином свята Моніка була побожною християнкою та матір'ю святого Августина з Гіппона, який після норовливої юності навернувся до християнства та став одним із найвпливовіших християнських богословів у всій історії.
Інші жінки зробили внесок у розвиток раннього християнського чернецтва, шукаючи спокути в пустелі, як-от пустельниця Свята Марія Єгипетська (бл. 344—421 рр. н. е.), яку шанують у західному, східному, східному та африканському християнстві за те, що вона розпочала життя покаяння та молитви в пустелях за Йорданом, після того, як прибула з Єгипту як блудниця.

## Середньовіччя

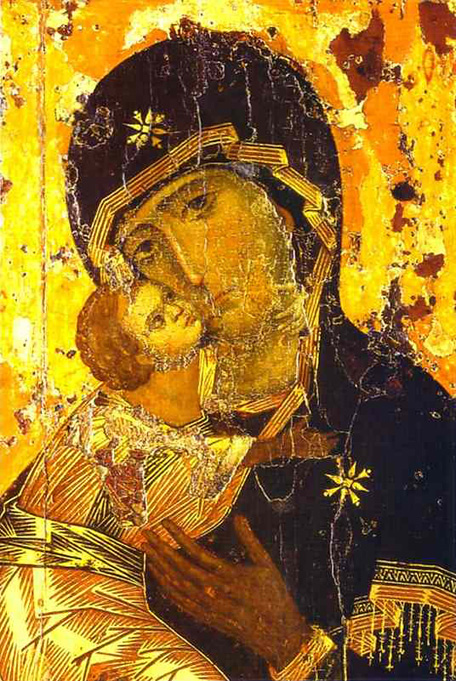
Вишгородська ікона Божої Матері, одне з найсвятіших середньовічних зображень Богородиці

Коли Західна Європа переходила від класичної епохи до середньовіччя, чоловіча ієрархія з Папою як верхівкою стала центральним гравцем у європейській політиці, однак багато жінок-лідерів також з'явилися на різних рівнях у Церкві. На Сході подібна чоловіча ієрархія панувала навколо патріарха в Константинополі. Однак після падіння Риму жінки почали відігравати активну роль у релігії: процвітав містицизм, а чернечі монастирі та жіночі спільноти стали потужними інституціями в Європі. Розквітла марійна побожність, яка стала взірцем материнської чесноти в серці західної цивілізації.
На Заході римо-католицька церква була основним об'єднуючим культурним впливом у Європі протягом Середньовіччя з її вибором з латинського навчання, збереженням мистецтва письма та централізованим управлінням через мережу єпископів. На Сході ця роль випала Православній Церкві та Візантійській імперії (розкол церков стався у 1054 р.). У Римо-Католицькій і Східній Православній Церквах священство та залежні від нього служіння, такі як Єпископ, Патріарх і Папа, були обмежені чоловіками. Перший Оранський собор (441 р.) заборонив висвячувати жінок у сан диякона.
Зі встановленням християнського чернецтва інші впливові ролі стали доступними для жінок. Починаючи з V століття християнські монастирі забезпечили деяким жінкам альтернативу шляху шлюбу та виховання дітей і дозволили їм набути грамотності та освіти, а також відігравати більш активну релігійну роль. У той час як неаристократичні жінки були багато в чому виключені з політичного та торговельного життя в середні віки, провідні жінки церкви були винятком. Середньовічні абатиси та жінки-настоятелі чернечих будинків були впливовими фігурами, вплив яких міг конкурувати з єпископами та абатами-чоловіками: «Вони поводилися з королями, єпископами і найбільшими панами на умовах повної рівності; … були присутні на всіх великих релігійних і національних урочистостях, при посвяченні церков і навіть, подібно до королев, брали участь у засіданнях народних зборів…».
Головним представником Церкви в епоху Високого Середньовіччя (ХІ-ХІІІ століття) був Фома Аквінський, один із 33 докторів Римсько-Католицької Церкви та відомий теолог ХІІІ століття.

### Діва Марія і святі жінки

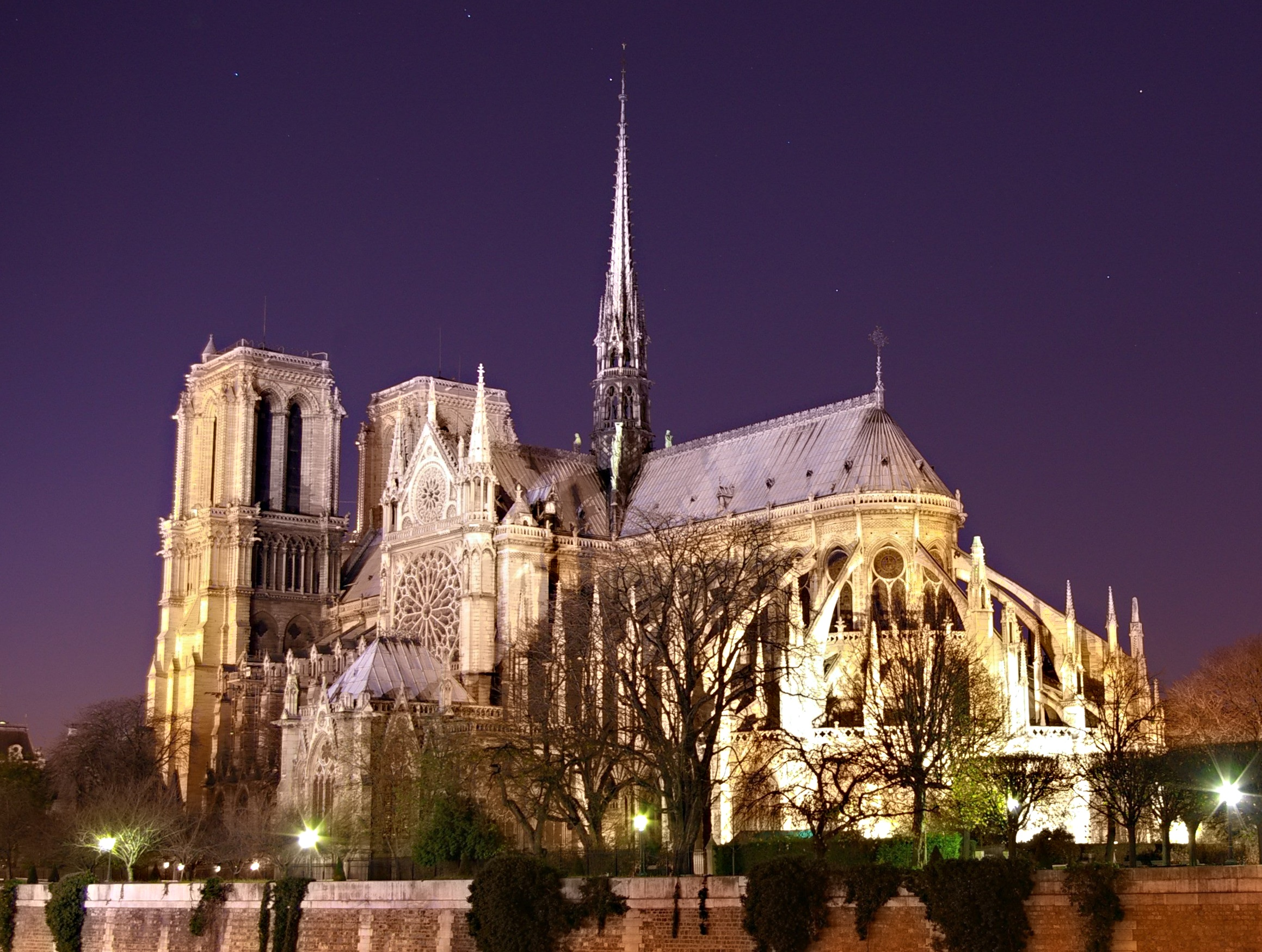
Собор Паризької Богоматері, Париж, є одним із багатьох важливих соборів, названих на честь Марії, матері Ісуса.

Джеффрі Блейні пише, що жінки були більш помітними в житті Церкви в Середньовіччі, ніж у будь-який попередній період її історії, а низка церковних реформ була ініційована саме жінками. Блейні наводить постійно зростаюче шанування Діви Марії та Марії Магдалини як свідчення високого становища жінок-християнок того часу. Ірландська агіографія записує, що коли Європа входила в Середньовіччя, настоятелька Св. Бригіта Кілдерська засновувала монастирі по всій Ірландії. Кельтська церква відіграла важливу роль у відновленні християнства в Західній Європі після падіння Риму, частково завдяки роботі таких черниць, як Бригіда.

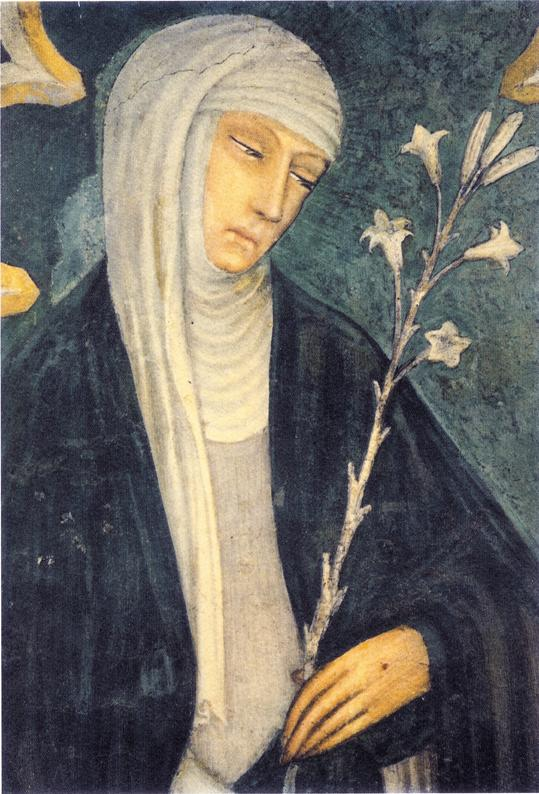
Учителька Церкви Св. Катерина Сієнська була впливовою богословинею XIV століття, яка працювала над поверненням Авіньйонського папства до Риму.

Діва Марія набувала все більшого значення в християнському поклонінні протягом Середньовіччя. Їй були присвоєні такі титули, як Матір Божа і Цариця Небесна. День пам'яті Марії Магдалини почали серйозно святкувати з VIII століття, а її композиційні портрети створювалися на основі євангельських згадок про інших жінок, з якими зустрічався Ісус Христос.
Історик мистецтва Кеннет Кларк писав, що якщо мистецтво брати за орієнтир, то лише з ХІІ століття культ Богородиці почав звертатися до народної уяви на Заході. Великі собори Франції були присвячені їй: Нотр-Дам де Парі, Ам'єн, Лаон, Руан і Реймс. Зокрема, Шартрський собор вшанував Марію вишуканою пишнотою своєї архітектури. Святий Бернард Клервоський проповідував її як ідеал краси та посередника між людством і Богом.
Свята Клара Ассізька була однією з перших послідовниць святого Франциска Ассізького. Вона заснувала Орден бідних жінок, контемплятивний чернечий релігійний орден для жінок у францисканській традиції, і написала їх Правило життя — перше чернече правило, яке, як відомо, написала жінка. Після її смерті орден, який вона заснувала, був названий на її честь Орденом Святої Клари, який сьогодні зазвичай називають кларисками.
Свята Катерина Сієнська (1347—1380) була домініканською терціарією та містикинею значного впливу, яка в 1970 році була проголошена учителькою Церкви. Сучасники вважали, що вона мала високий рівень духовної проникливості, працювала з хворими і бідними, мала «видіння», збирала учнів і брала участь у найвищому рівні суспільного життя, пишучи листи до князів Італії, консультуючись з папськими легатами і діючи як амбасадорка, ведучи переговори між італійськими містами. Вона радила реформу духовенства та мала вплив на переконання папи Григорія XI залишити Авіньйон і відновити Святий Престол у Римі.
До чернечих орденів увійшли такі ключові католицькі діячки, як учителька Церкви Тереза Авільська, чий вплив на такі практики, як християнська медитація, продовжує існувати і нині.

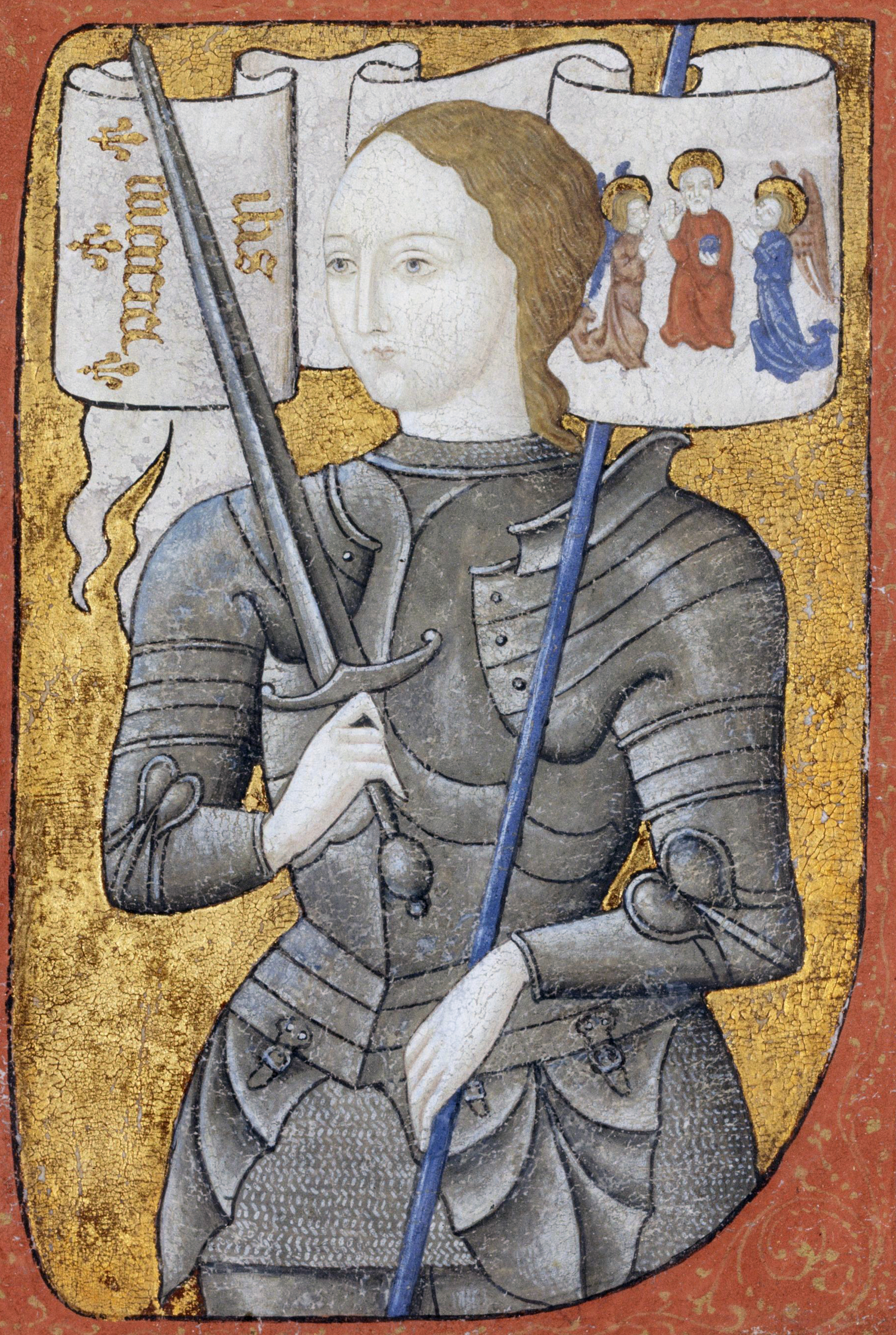
Свята Жанна д'Арк

Мабуть, найвідомішою католицькою святою того періоду є свята Жанна д'Арк. Її вважаючись національною героїнею Франції. Вона почала життя як благочестива селянська дівчина. Як і інші святі того часу, Жанна, за переказами, переживала надприродні діалоги, які давали їй духовне прозріння і керували її діями — але на відміну від типових героїнь того часу, вона одягала чоловіче вбрання і, претендуючи на божественне наставництво, шукала короля Карла VII Франції запропонувати допомогу у військовій кампанії проти англійців. Взявши до рук меч, вона досягла військових перемог, перш ніж потрапити в полон. Англійці та їхні бургундські союзники влаштували над нею суд як «відьмою та єретичкою», після чого її спалили на вогнищі. Папське розслідування пізніше визнало процес незаконним. Героїня для французів, Жанна викликала симпатію навіть в Англії, і в 1909 році вона була зарахована до лику святих.

## Монархи від Середньовіччя до Пореформації

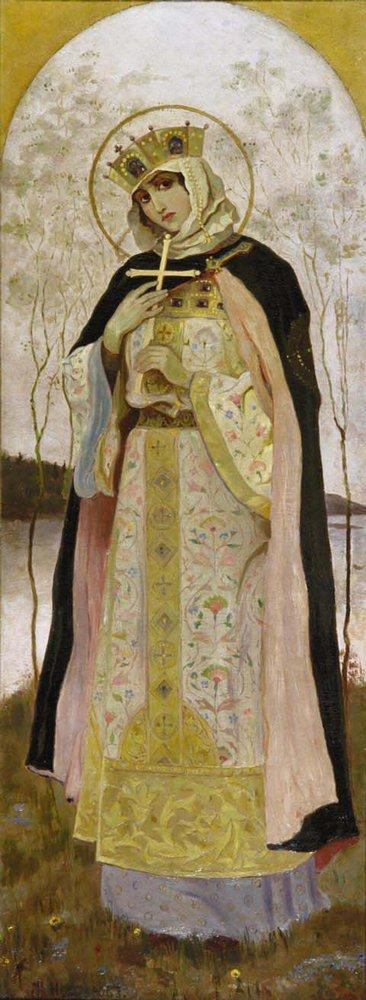
Преподобна Ольга Київська

Мережа європейських монархій встановила владу по всій Західній Європі протягом середньовіччя. Чоловікам, як правило, надавали перевагу як монархи, однак аристократичні жінки могли досягти впливу. Кілька таких жінок були виділені як зразкові християнки Папою Іваном Павлом II у його листі Mulieris Dignitatem про гідність і покликання жінки: Ольга Київська, Матильда Тосканська, Гедвіга Сілезька, Ядвіга Анжуйська та Єлизавета Угорська.
Першою руською правителькою, яка прийняла християнство, була Ольга Київська близько 950 року нашої ери. Вона є важливою постаттю в поширенні християнства на Русі і вшановується як католицькою, так і православною церквами. Італійська дворянка Матильда Тосканська (1046—1115) відома своїми військовими досягненнями та тим, що була основною італійською прихильницею папи Григорія VII під час суперечки про інвеституру. Свята Єдвіга Сілезька (1174—1243) підтримувала бідних і церкву у Східній Європі, а Ядвіга Польська правила як монарх Польщі, і в католицькій церкві її вшановують як покровительку королев і «об'єднаної Європи». Свята Єлизавета Угорська (1207—1231) була символом християнського милосердя, яка використовувала свої багатства для заснування лікарень і догляду за бідними.

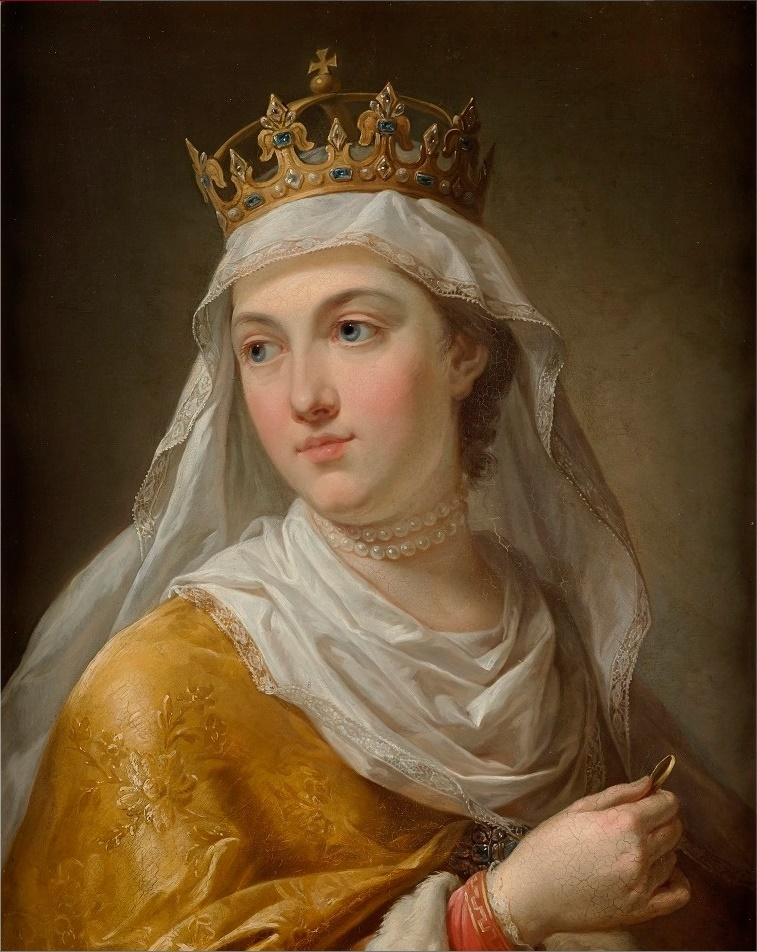
Свята Ядвіга Анжуйська є покровителькою королев у Католицькій Церкві.

Будучи спонсором місії Христофора Колумба з метою перетнути Атлантику в 1492 році, іспанська королева Ізабелла I Кастильська (відома як Ізабелла Католичка) була важливою фігурою в розвитку католицизму як глобальної релігії. Її шлюб із Фердинандом II Арагонським забезпечив єдність Іспанського королівства, а королівська пара мала однакову владу. Потім католицькі монархи завоювали останній мавританський бастіон в Іспанії в Гранаді в січні 1492 року, а через сім місяців Колумб відплив до Америки. Католицька енциклопедія називає Ізабеллу надзвичайно здібною правителькою, яка «сприяла навчанню не лише в університетах і серед дворян, але й серед жінок». Про Ізабеллу та Фердинанда сказано: «Хороший уряд католицьких суверенів довів процвітання Іспанії до свого апогею та започаткував Золотий вік цієї країни».

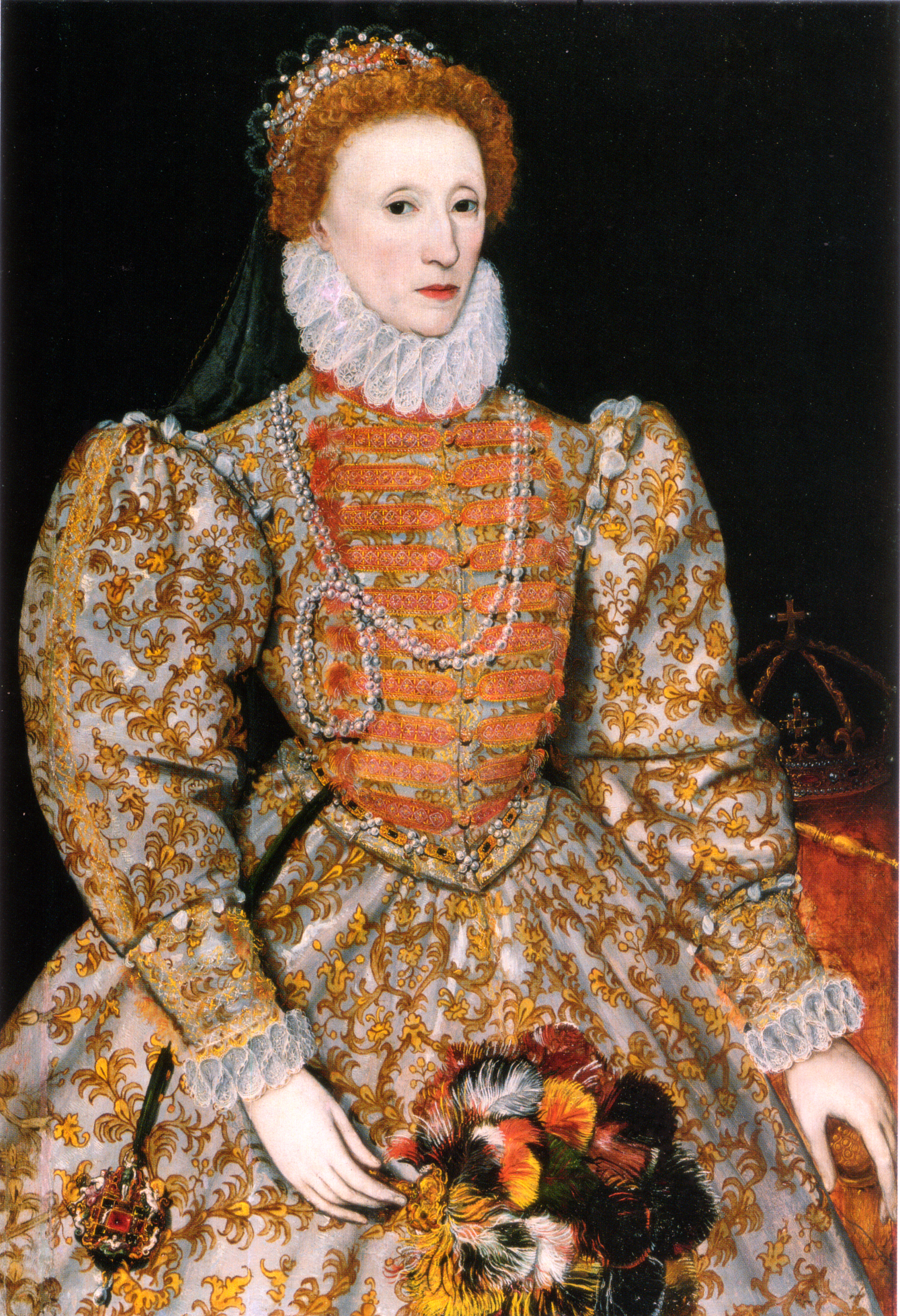
Королева Єлизавета I

У XVI столітті Європу охопила Реформація. Відлучення протестантів лідерами римсько-католицької церкви поклало кінець століттям єдності західного християнського світу. Відмова папи Климента VI анулювати шлюб короля Генріха VIII з Катериною Арагонською призвів до того, що Генріх став верховним оічльником церкви в Англії. Його старшою донькою була Марія I Тюдор. Вона вступила на престол і стратила свою протестантську зведену сестру леді Джейн Грей, яку називають Королевою дев'яти днів. Марія була дочкою Катерини Арагонської, тому залишалася вірною Риму та прагнула відновити в Англії Римську церкву. Її відновлення римо-католицизму було скасовано після її смерті в 1558 році її наступницею та молодшою зведеною сестрою Єлизаветою I. Між Єлизаветою та католичкою Марією Шотландською, виникло суперництво, яке остаточно врегулювалося стратою Марії в 1587 році. Релігія спадкоємця або дружини монарха ускладнювала змішані шлюби між королівськими домами протягом наступних століть.
Дружини імператорів Священної Римської імперії отримували титул імператриці Священної Римської імперії. Трон був зарезервований для чоловіків, хоча жінки, такі як Феофано і Марія Тереза Австрійська, контролювали владу і служили де-факто правлячими імператрицями. Могутня Марія Терезія отримала своє право на престол Габсбурзької монархії за допомогою Прагматичної санкції 1713 року, яка дозволяла правоспадкування жінок, але щоб забезпечити своє право на правління, їй довелося вести війну за австрійську спадщину. У 1745 році після перемог її чоловік Франц Стефан був обраний імператором Священної Римської імперії, підтверджуючи статус Марії Терезії як європейської лідерки. Ліберально налаштована самодержавиця, вона була покровителькою науки й освіти, прагнула полегшити страждання кріпаків. Щодо релігії, вона дотримувалася політики cujus regio, ejus religio, дотримуючись католицьких обрядів при дворі та несхвально ставившись до юдаїзму та протестантизму, але сходження її сина як співправляючого імператора призвело до обмеження влади Церкви в Імперії. Вона правила 40 років і мала 16 дітей, у тому числі Марію-Антуанетту, нещасливу королеву Франції.

## Реформація та період бароко

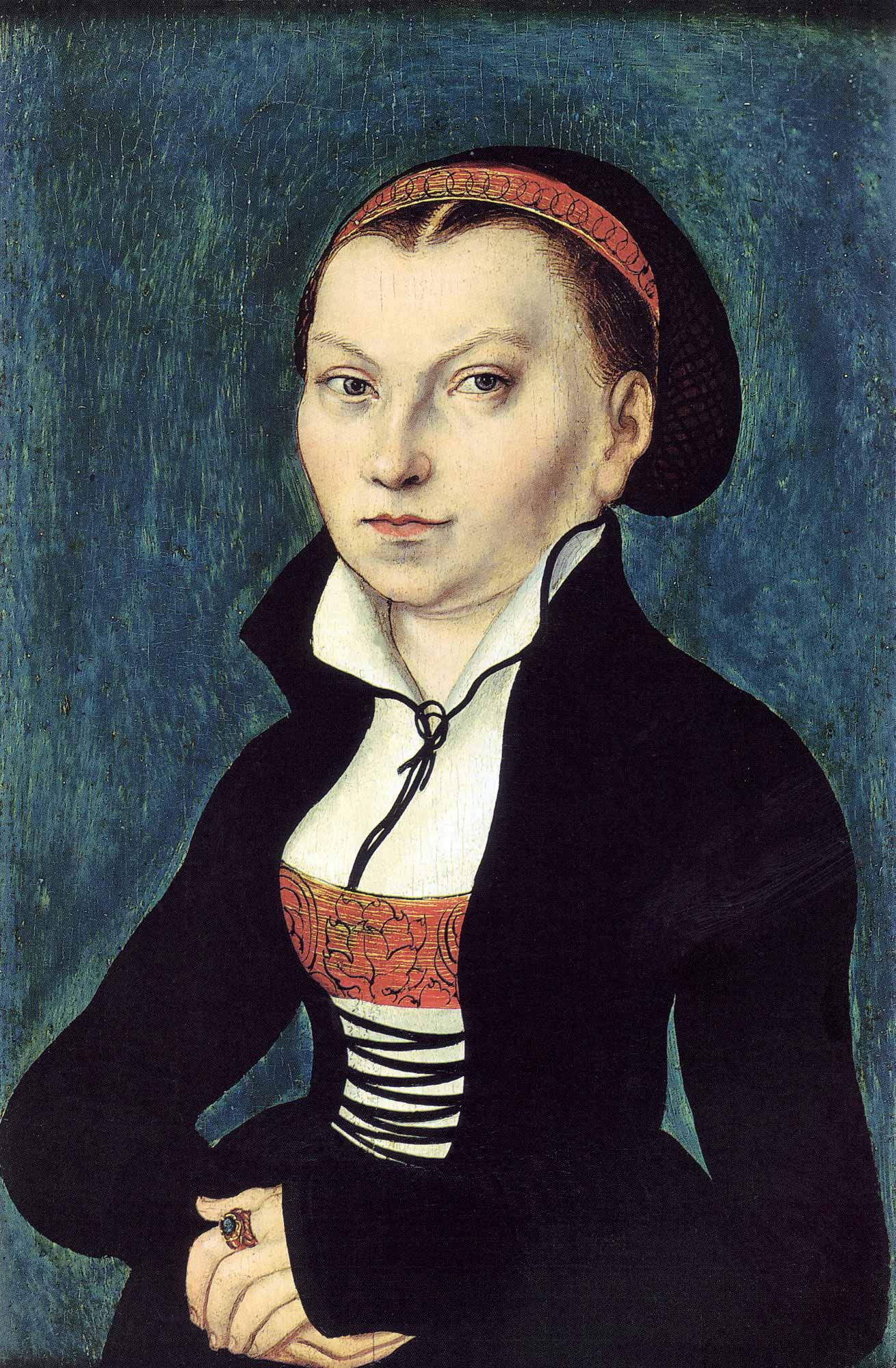
Кетрін фон Бора

Протестантська Реформація закрила монастирі в реформованих областях, що фактично закрило можливість повного робочого дня для протестантських жінок, а також монастирі, які забезпечили деяким жінкам життя в академічному навчанні.
Проте деякі монастирі (наприклад, абатство Ебсторф біля міста Ільцен і абатство Бурсфельде в Бурсфельде) прийняли лютеранську віру. Багато з цих монастирів у Східній Європі були закриті комуністичною владою після Другої світової війни. Їх іноді називають damenstift. Одним із відомих членів Damenstift була Катаріна фон Шлегель (1697—1768), яка написала гімн, який було перекладено англійською як «Замовкни, душе моя, Господь на твоєму боці». Окрім абатств Люне, сьогодні відкрито три виключно жіночі лютеранські ордени для жінок: Спільне кільце кастелянства (Communität Casteller Ring), Дочки Марії та Євангельське сестринство Марії. Хоча Спільне кільце кастелянства є змішаним, він майже повністю жіночий. Однак під час Реформації інші монастирі добровільно розпалися. Наприклад, після того, як Катаріна Мекленбурзька вирішила кинути виклик своєму чоловікові-католику та контрабандою провезти лютеранські книги Урсулі з Мюнстерберга та іншим черницям, Урсула (у 1528 році) опублікувала 69 статей, в яких обґрунтовувала свої причини покинути монастир. Сам Мартін Лютер навчав, що «дружина повинна залишатися вдома і опікуватися справами домашнього господарства як така, що була позбавлена можливості керувати тими справами, які перебувають за межами і стосуються держави…». Серед багатьох черниць, які обрали домашнє життя, а не чернече, була дружина Мартіна Лютера, Катаріна фон Бора. Жан Кальвін погоджувався з тим, що «місце жінки в домі».
Більшість протестантських церков дотримувалися традиційної позиції і обмежували керівні та проповідницькі ролі в Церкві лише чоловіками до ХХ століття, хоча раніше були винятки серед деяких груп, таких як квакери та в деяких п'ятидесятницьких рухах святості.
У 1569 році лютеранка Магдалена Геймайр стала першою жінкою, чиї твори були включені до Index Librorum Prohibitorum . Вона опублікувала серію педагогічних творів для навчання в початкових класах, а також писала вірші. Кальвіністка Енн Локк була перекладачкою і поетесою, яка опублікувала першу послідовність англійських сонетів. У 1590 році Крістіна Гессенська опублікувала лютеранський збірник псалмів «Духовні псалми та пісні».
Джон Нокс (1510—1572) також заперечував жінкам право керувати громадською сферою, як він стверджував у свєму знаменитому «Першому звуку труби проти жахливого полку жінок».
Баптистський теолог д-р Джон Ґілл (1690—1771) коментує 1 Коринтян 14:34,35, стверджуючи, що
У Буття 3:16 «бажання твоє буде до чоловіка твого, і він пануватиме над тобою». Цим апостол хотів сказати, що причина, чому жінки не повинні говорити в церкві, проповідувати і навчати публічно, або бути залученими до служіння, полягає в тому, що це є актом влади і авторитету, правління і управління, а це суперечить тому підпорядкуванню, якого Бог у своєму законі вимагає від жінки чоловікові. Виняткові випадки Дебори, Гулди та Анни не повинні слугувати правилом чи прикладом у таких випадках.
Засновник методистства Джон Веслі (1703—1791) і теолог-методист Адам Кларк (1762—1832) підтримували головування чоловіків, але дозволяли духовним християнським жінкам публічно виступати на церковних зборах, якщо вони «перебувають під надзвичайним імпульсом Духа» (Веслі), і що такі повинні були підкорятися цьому впливу, і що «апостол дає вказівки в розділі 11 щодо регулювання її особистого вигляду, коли вона використовується таким чином» (Кларк). Пуританський богослов Метью Пул (1624—1679) погоджувався з Веслі, додаючи: «Але якщо не брати до уваги цей надзвичайний випадок особливого зв'язку [сильного Божественного впливу], то, безсумнівно, було незаконно, щоб жінка виступала в церкві».
Метью Генрі (1662—1714) у своєму коментарі дозволяє «молитися та виголошувати гімни, натхненні» жінками, оскільки вони «не були вчительками».
У «Дуже короткій історії світу» Джеффрі Блейні писав, що, ліквідувавши інститут монастиря, Реформація спочатку опосередковано зменшила владу жінок, оскільки монастирі були місцями, де жінки могли досягти влади і впливу, як у Цюріху, де бенедиктинські абатиси допомагали керувати містом. Проте протестантська віра в те, що всі люди повинні вміти читати Біблію, писала Блейні, призвела до зростання жіночої грамотності в результаті відкриття нових шкіл і запровадження обов'язкової освіти для хлопчиків і дівчаток у таких місцях, як лютеранська Пруссія, починаючи з 1717 року.

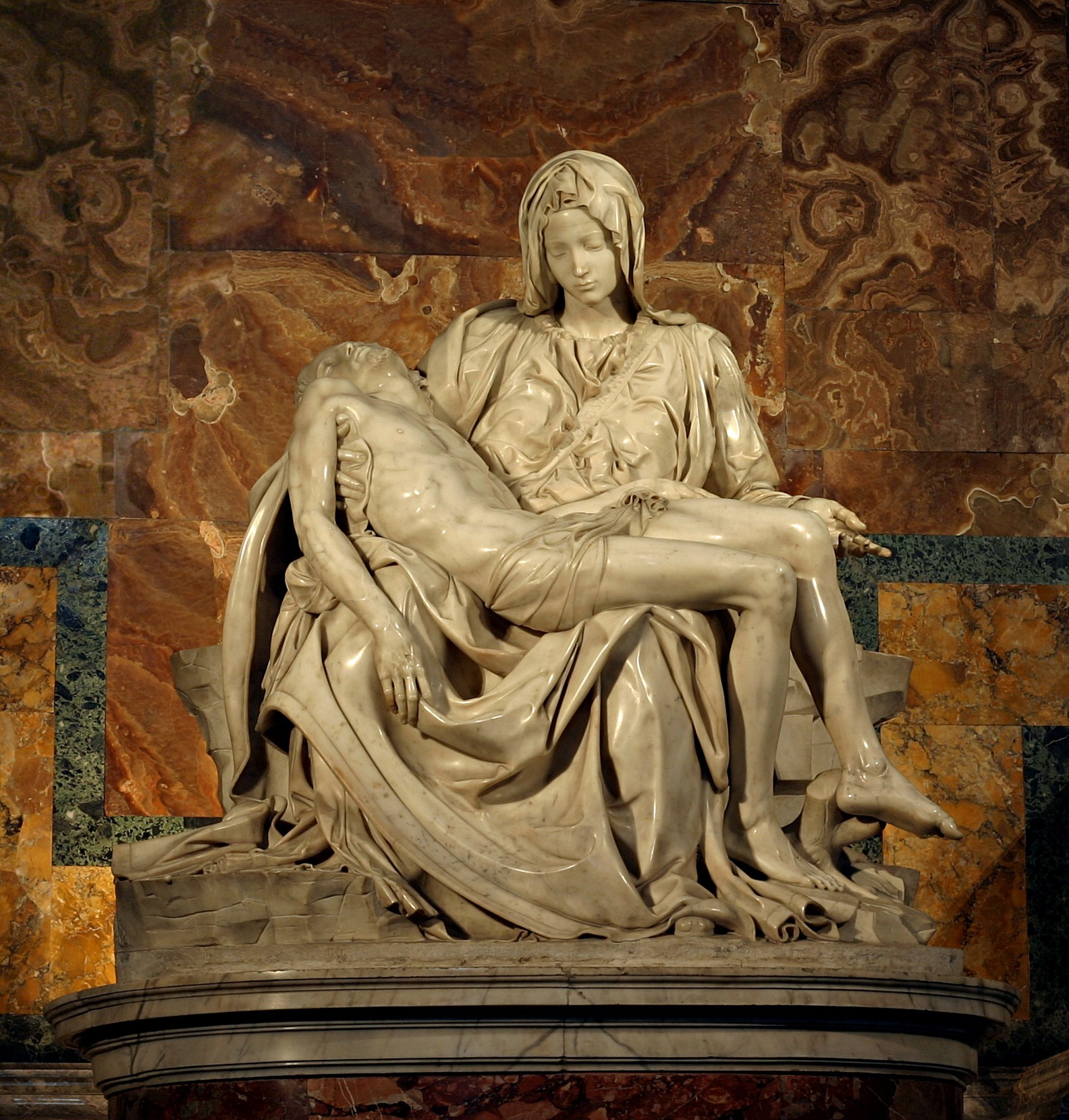
П'єта Мікеланджело

Загальним принципом протестантських реформаторів було відкидання маріанської побожності, «культу Марії» та «культу святих». Таким чином, у громадах Європи та Північної Америки, які прийняли протестантизм, багатовікові ритуали та богослов'я, пов'язані з Марією та формальною святістю, що були створені католицькою традицією, були значною мірою знищені після Реформації. Окрім закриття монастирів, зображення Марії в багатьох випадках були зруйновані або обезголовлені.
Тим часом католицька церква відповіла на Реформацію Контрреформацією, яка включала серію війн, а також розкішну барокову архітектуру та мистецтво, які були сприйняті як підтвердження віри, а також були засновані нові семінарії та ордени, щоб вести місії у далекі країни. Важливість відданості Марії в католицькому житті твердо зберігалася. Таким чином у християнстві виник новий розкол: з одного боку католицизм і православ'я зберігали місце Марії в християнському мистецтві та ритуалах; а з іншого боку, нові протестантські церкви значно зменшили її значення. Під час Контрреформації багато жінок загинули мученицькою смертю, у тому числі Гернсійські мучениці — три жінки, які у 1556 році загинули за протестантизм Одна жінка була вагітна і народила під час спалювання, дитину врятували, але потім наказали спалити теж. Інших жінок, наприклад тих, що мешкали в долині Деферегген, позбавили дітей, щоб вони могли виховуватися в католицькому дусі.
Мистецтво Ренесансу та бароко створило нові зображення жінок у християнському мистецтві. За словами Кеннета Кларка, у той час як у Середньовіччі Марія була «найвищою захисницею цивілізації», яка «навчила расу жорстких і безжальних варварів чеснот ніжності та співчуття», в епоху Відродження Марія «стала також людською матір'ю, в якій кожен міг би впізнати якості тепла, любові та доступності». Ці людські якості були представлені такими католицькими художниками, як Рафаель, у своїх портретах Мадонни з немовлям, що зображують Марію з немовлям Ісусом, і Мікеланджело у своїй статуї п'єта, що зображує Марію, колискаючи мертве тіло Ісуса після його розп'яття. У період бароко релігійні зображення жінок у католицькій Європі стали не лише пишними, але часто й надзвичайно чуттєвими, як, наприклад, у «Екстазі святої Терези» Джан Лоренцо Берніні.

## Новий час

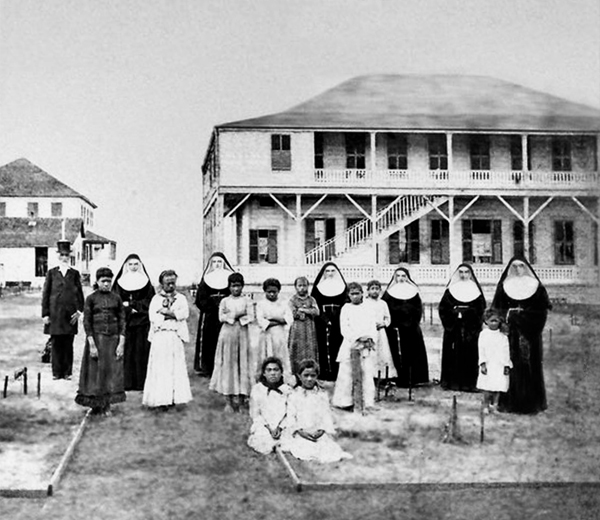
Католицькі сестри та прокажені діти Гаваїв у 1886 році. Жінки-католички відігравали центральну роль у розвитку чи управлінні багатьма системами освіти та охорони здоров'я сучасного світу.

На тлі промислової революції та розширення європейських імперій у XVII—XIX століттях католицькими жінками або для них було засновано низку відомих освітніх і медсестринських релігійних інститутів. Жінки-християнки відігравали центральну роль у розвитку чи управлінні багатьма системами освіти та охорони здоров'я сучасного світу. З інших християнських традицій виникли такі активістки, як Флоренс Найтінгейл, які сприяли розвитку сучасної медсестринської справи. До ХХІ століття кілька протестантських церков висвячували жінок, але центри християнства переміщалися з Європи, і в той час як покликання до релігійного життя на Заході занепадало, навернення до християнства та релігійні покликання швидко поширювалися в Африці та Азії.

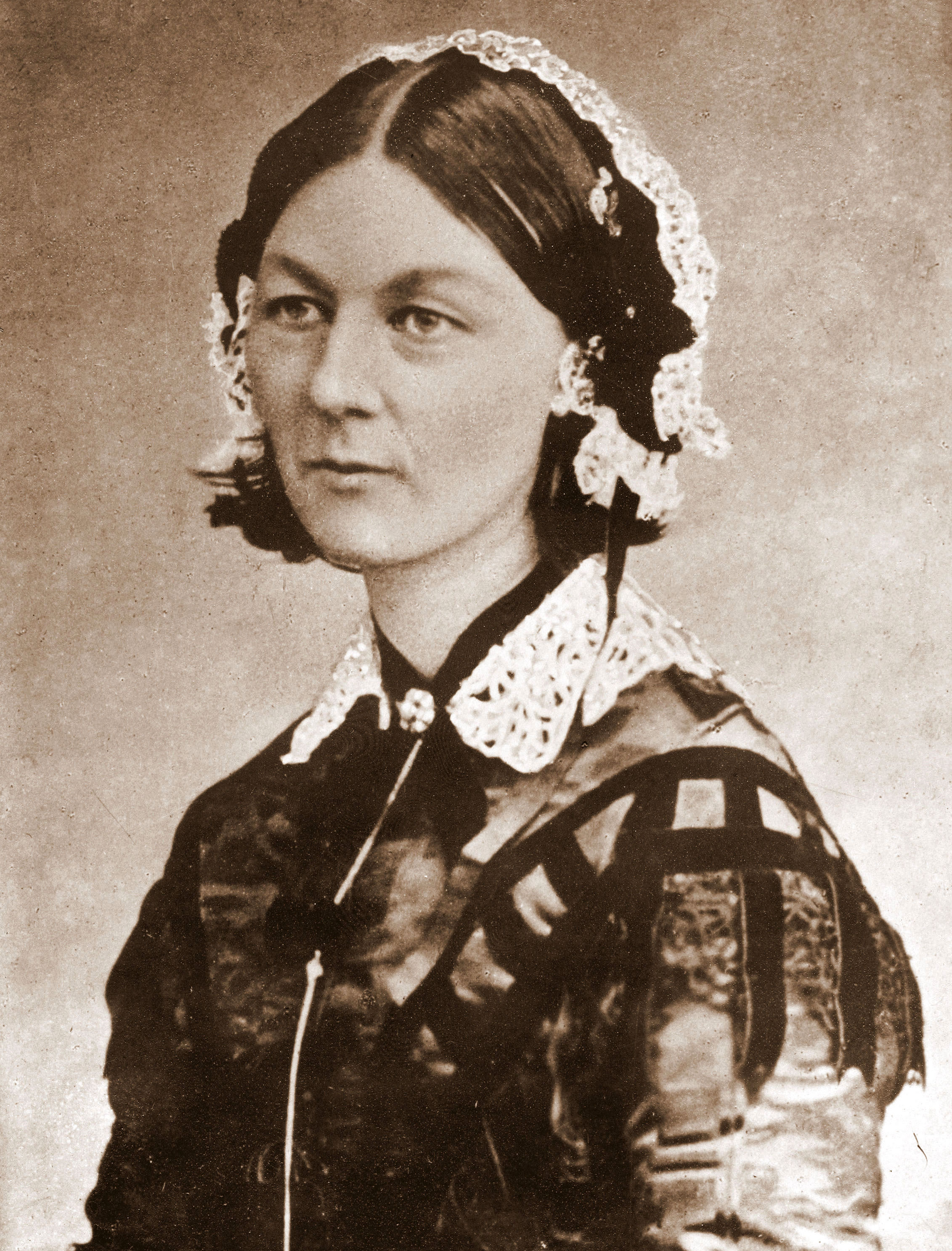
Англіканку та медсестру Флоренс Найтінгейл багато хто вважає сприянням розвитку сучасної сестринської справи.

У 1831 році в Дубліні, Ірландія, Кетрін Маколі заснувала католицьку спільноту Сестри милосердя, а її черниці заснували лікарні та школи по всьому світу. Молодші сестри бідних були засновані в середині ХІХ століття святою Жанною Юґан поблизу Ренна, Франція, щоб піклуватися про багатьох збіднілих людей похилого віку, які вишикувалися на вулицях французьких містечок. У британських австралійських колоніях перша канонізована свята Австралії, Мері Маккіллоп, була співзасновницею Сестер Св. Йосифа Святого Серця як навчального релігійного інституту для бідних у 1866 році, і до моменту її смерті її релігійний інститут заснував 117 шкіл і відкрили сиротинці та притулки для нужденних.

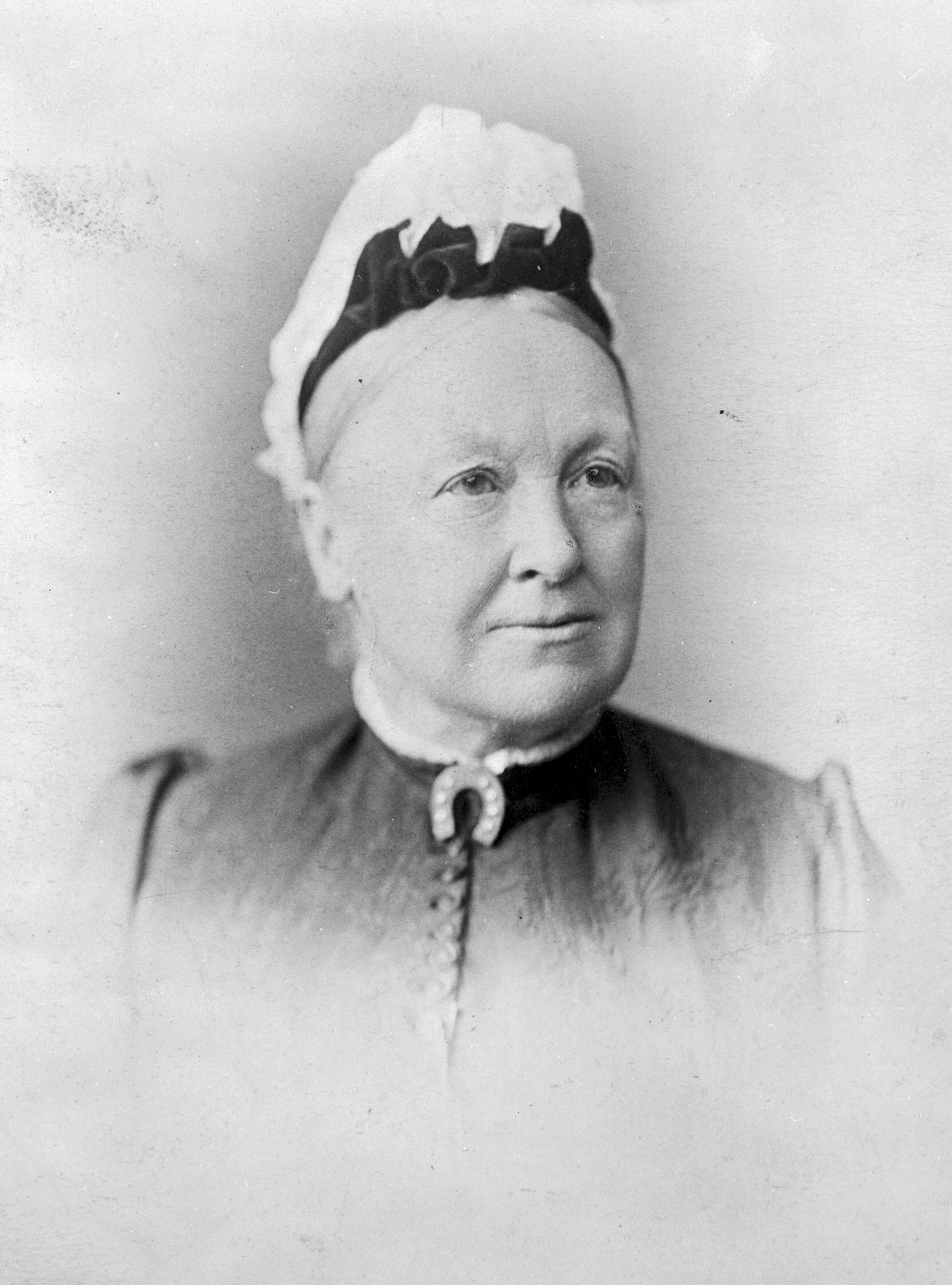
Кетрін Гелен Спенс

Багато жінок-християнок відіграли важливу роль у русі за виборче право жінок, який досяг свого першого успіху в британських австралійських колоніях наприкінці ХІХ століття та поширився по всьому демократичному світу. У Сполучених Штатах сестри квакерки Грімке були ранніми прихильницями аболіціонізму та прав жінок. В Австралії унітаріанська проповідниця Кетрін Гелен Спенс очолила заклики до надання жінкам виборчого права та балотувалася на політичну посаду після того, як парламент Південної Австралії став першою сучасною юрисдикцією, яка дозволила жінкам це робити. У Північній Америці такі організації, як Жіночий християнський союз тверезості, агітували за ті самі реформи.
Протягом більшої частини початку ХХ століття жінки-католички продовжували масово приєднуватися до релігійних інститутів, де їхній вплив і контроль були особливо сильними в організації початкової освіти для дітей, середньої школи для дівчат, а також у догляді за хворими, лікарнях, притулках для дітей та літніх людей. заклади догляду. Другий Ватиканський Собор 1960-х років лібералізував обмеження католицького релігійного життя, особливо для жінок-черниць; однак у другій половині ХХ століття покликання для жінок на Заході різко занепали.
Відбулася низка беатифікацій і канонізацій католичок з усього світу: Св. Жозефіна Бахіта була суданською рабинею, яка стала каносіянською черницею; Св. Кетрін Дрексель (1858—1955) працювала на індіанців та афроамериканців; Польська містичка св. Марія Фаустина Ковальська (1905—1938) написала свій впливовий духовний щоденник; і німецька черниця Едіт Штайн, яка була вбита в Аушвіці.

Президент Сполучених Штатів Рональд Рейган вручає Матері Терезі Президентську медаль Свободи на церемонії в Білому домі, 1985 рік.

Низку християнок згадують як мучениць Другої світової війни проти нацизму. Католицька Польща постраждала від нацистської окупації, і в цей період за їхній героїзм визнані багато жінок: у тому числі 8 монахинь і кілька мирянок 108 польських мучеників Другої світової війни та 11 сестер Пресвятої родини з Назарета, вбитих гестапо у 1943 р. і відомі як блаженні новогрудські мученики. Шведка Елізабет Гессельблад була включена Яд Вашем до числа «праведників народів світу» за роботу її релігійного інституту, яка допомагає євреям уникнути Голокосту. Її та двох британських жінок, матір Ріккарду Бошан Гамброу та сестру Кетрін Фланаган, беатифікували за відновлення шведського Бріджиттського ордену черниць і приховування десятків єврейських сімей у їх монастирі під час періоду окупації Риму під час нацистів.
У наш час, після Другого Ватиканського Собору, чотирьох католицьких жінок було проголошено учительками Церкви, що вказує на переоцінку ролі жінки в житті цієї Церкви: іспанська містичка XVI століття св. Тереза Авільська, італійська містичка XIV століття Св. Катерина Сієнська, французька черниця ХІХ століття Св. Тереза Лізьєська (називається Doctor Amoris або Докторка любові) і німецька черниця ХІІ століття Св. Гільдеґарда Бінгенська.
У той час як католицизм і православ'я дотримувалися традиційних гендерних обмежень щодо рукоположення у священики, останніми десятиліттями стало все більш поширеним висвячення жінок у протестантських церквах. Станом на 1996 рік більше половини всіх американських протестантських конфесій висвячують жінок, хоча деякі обмежують офіційні посади, які може займати жінка. Наприклад, деякі висвячують жінок у військові чи госпітальні капеланки, але забороняють їм служити в конгрегації. Однак одна третина студентства семінарії (а в деяких семінаріях майже половина) — жінки.
У 1934 році Армія порятунку обрала Еванджелін Бут першою жінкою-генералкою (всесвітньою лідеркою). Засновник армії Вільям Бут наполягав на гендерній рівності, написавши в 1908 році, що «кожен офіцер і солдат повинен наполягати на істині, що жінка така ж важлива, цінна, здатна і така ж необхідна для прогресу і щастя світу, як і чоловік» і саме тому в історії організації жінки займали видатні керівні посади.
Барбара Клементина Гарріс стала першою жінкою у світі, яка була висвячена на єпископа Єпископальної церкви США, що є частиною Англіканської спільноти. Хоча британські суверени, включно з жінками — Єлизавета I, Марія II, Анна, Вікторія та Єлизавета II після вступу на престол отримували посаду верховної правительки англіканської церкви.
Серед найвідоміших жінок-місіонерок того періоду була Мати Тереза з Калькутти, яка в 1979 році була нагороджена Нобелівською премією миру за свою роботу в «наданні допомоги стражденному людству». Її беатифікували у 2003 році, лише через шість років після смерті.
Багато християнок і монахинь були відомими активістками в дискусіях про соціальну політику, як-от американська черниця Гелен Прежан, сестра святого Йосифа з Медайля, яка є видатною борчинею проти смертної кари та стала джерелом натхнення для голлівудського фільму Мрець іде.
У 2016 році було підраховано, що частка жінок (віком від 20 років) серед християнського населення світу становить від 52 до 53 відсотків. Дослідницький центр П'ю досліджував вплив статі на релігійність у всьому світі, виявивши, що християнки в 53 країнах загалом більш релігійні, ніж християни-чоловіки. Тоді як християни обох статей в африканських країнах однаково схильні регулярно відвідувати служби. У 2020 році було підраховано, що частка жінок серед християнського населення світу становила близько 51,6 %.